# Спорт у Башкортостані
Спорт у Республіці Башкортостан знаходиться у веденні Міністерства молодіжної політики і спорту Республіки Башкортостан й управляється регіональними спортивними федераціями.

## Історія
Спорт у Башкортостані почав розвиватися в XIX столітті. Відомо, що в 1899 році в Мілані чемпіоном світу з важкої атлетики став уфимець Сергій Єлисєєв. Ще до Жовтневої революції в Уфі були вже теніс, фігурне катання, футбол, гімнастика та інші види спорту. Із 1915 року працювала філія спортивного гімнастичного товариства «Сокіл».
Системний розвиток спорту в Башкортостані починається в радянський період. Спортивні клуби, громадські організації виникли в Башкортостані в 1920 році як військово-спортивні клуби Всевобучу. У травні 1922 року в Башкирській АРСР пройшли легкоатлетичні змагання.
У 1923 році при Башкирському центральному виконавчому комітеті створюється Вища рада фізкультури. У цьому ж році була проведена I Всебашкирська олімпіада. У програмі олімпіади були: легка атлетика, футбол, баскетбол, теніс, гімнастика, плавання, велогонки і татаро-башкирські національні ігри.
Перша Всебашкирська Спартакіада відбулася в 1924 році в Уфі. У 1920-ті роки Спартакіади проходили під гаслом «Від сабантую до Спартакіади, від Спартакіади до поголовного залучення працівників села у фізичну культуру» і зіграли величезну роль у розвитку масового спорту в республіці.
У 1925 році створено перше в Башкирській республіці спортивне товариство. У 1930-ті роки в Башкортостані починають створюватися масові профспілкові добровільні спортивні товариства (ДСТ): «Спартак», «Праця», «Локомотив», «Урожай», «Водник», «Буревісник» та інші. Їх завданням було зміцнити колективи фізкультури як основної ланки фізкультурного руху, поліпшення виховної роботи серед молоді. Після війни кількість ДСТ збільшилася, вони реорганізовувалися та об'єднувалися, але основну свою задачу залучення молоді до здорового способу життя вони виконували.
У січні 1928 року в Уфі вперше були продемонстровані волейбол і настільний теніс
У 1928 році збірна БАРСР вперше брала участь у Спартакіаді національних республік РРФСР (Казань). У післявоєнні роки в республіці проводилися Спартакіади університетів, технікумом, школярів, профспілок, добровільних спортивних товариств, колективів фізичної культури, спортклубів.
У 60-80-ті роки були популярні «Олімпійські надії Башкирії». З 1956 по 1991 рік спортсмени республіки регулярно брали участь у Спартакіадах народів СРСР і здобували високі нагороди.
У 1925 році в Уфі створено — стрілецьке товариство «Динамо». Під час війни (1943) створені ДСО «Зміна» і «Трудові резерви» (нині «Юність Башкортостану»). Після війни кількість ДСО збільшилася: з'явилися «Наука», «Червоний прапор», «Енергія» та інші.
Остання реорганізація ДСО профспілок пройшла в 1987 році: «Спартак», «Буревісник», «Праця», «Зеніт», «Урожай» були об'єднані в Башкирську республіканську раду Всесоюзного ДСО профспілок, яка у 1992 році була переформатована у Спортивне товариство профспілок Республіки Башкортостан.
Громадські організації, що об'єднували спортсменів і фізкультурників, виникли в Башкортостані в 20-ті роки як військово-спортивні клуби Всевобучуючої Президентської всесоюзної ради ДСО профспілок. Назви спортклубів профспілок носили назви ім. Салавата Юлаєва, «Батиру», «Ак-Іделі» (з 1961 року), ім. Гастелло (1962), «Уфимця» (1963), салаватського «Нафтохіміка» (1967). Уфимські технікуми носили назви: фізкультури (1964), індустріального (1965), механізації обліку (1965), автотранспортного (1969); а сільські колективи фізкультури: «Бакали» Бакалинського (1967) і «Байрангул» Учалинського (1969) районів.
2003 рік згідно із Указом Президента Башкортостану в республіці був оголошений «Роком спорту і здорового способу життя».
У 2011 році в Республіці засновані Відомчі нагороди Міністерства молодіжної політики і спорту Республіки Башкортостан: «Видатний спортсмен РБ», «Кращий тренер», «Кращий суддя» та інші.
У 2014 році в республіці прийнята Державна програма «Розвиток фізичної культури і спорту в Республіці Башкортостан» на 2014—2018 роки.. Метою програми є підвищення інтересу населення РБ до занять фізичною культурою, спортом і спортивним туризмом; підготовка спеціалістів; розвиток інфраструктури та матеріально-технічної бази сфери фізичної культури, спорту та спортивного туризму. У програмі визначені джерела і розміри фінансування за роками.

## Нагороди за розвиток спорту в РБ

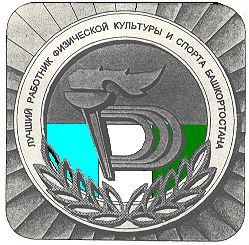
Кращий працівник фізичної культури і спорту
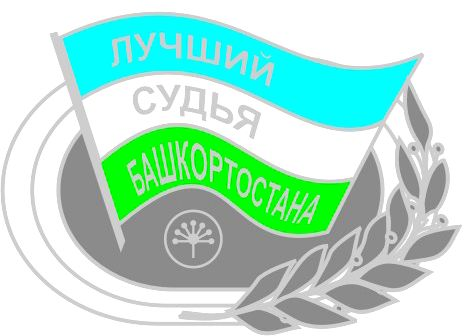
Кращий суддя
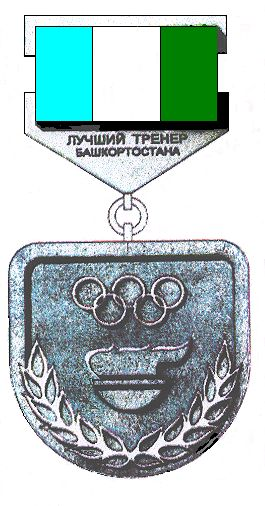
Кращий тренер
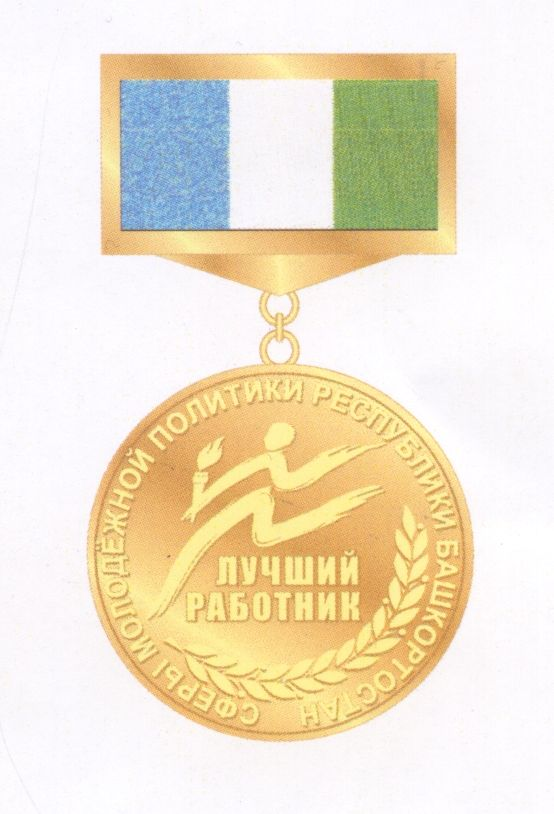
Почесний працівник сфери молодіжної політики РБ
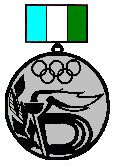
Видатний спортсмен РБ
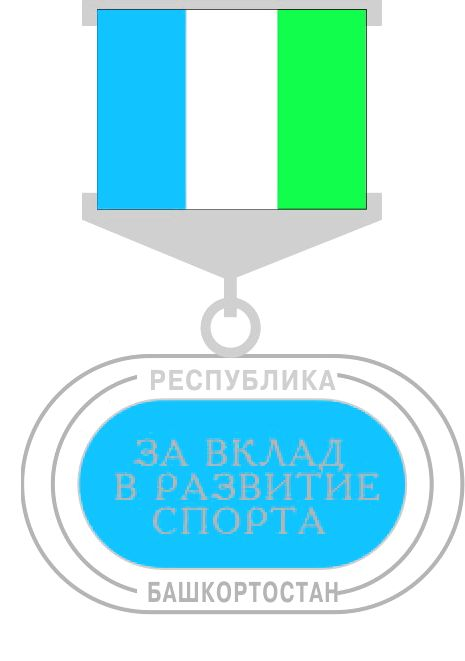
За розвиток спорту РБ

## Види спорту
У Башкортостані розвиваються більш ніж 100 видів спорту, акредитовано понад 75 регіональних спортивних федерацій. До 2010 року в республіці налічувалося понад 10 170 спортивних споруд, а людей, що займаються спортом, — понад 833,9 тисяч осіб.

### Настільний теніс
Перший офіційний матч з настільного тенісу в Уфі був проведений 22 січня 1928 року в клубі Союзу торговельних службовців (вул. Леніна,14, колишнє Дворянське зібрання).
Перший офіційний Чемпіонат Башкортостану пройшов у 1958 році.
Керує настільним тенісом як олімпійським видом спорту Федерація настільного тенісу Республіки Башкортостан (ФНТ РБ) — громадська організація, що має державну акредитацію, цілями якої є розвиток настільного тенісу в Республіці Башкортостан, його пропаганда, організація та проведення спортивних заходів, а також підготовка спортсменів — членів спортивних збірних команд Республіки Башкортостан із настільного тенісу (у відповідності з Федеральним законом N329-ФЗ «Про фізичну культуру і спорт у Російській Федерації»). Як самостійна організація ФНТ БАРСР, потім ФНТ БРСР, ФНТБ і, в даний час, ФНТ РБ була створена 12 жовтня 1989 року. Для досягнення цілей ФНТ РБ створений Баш клуб настільного тенісу.
Сьогодні в Республіці настільним тенісом займається понад 25000 дітей, щорічно проводяться сотні республіканських змагань, охоплюючи понад 10000 учасників, Башкортостан займав 7-е місце в Чемпіонаті Росії. Підготовлено більше ніж 10 майстрів спорту, вихованці башкирського настільного тенісу є багаторазовими призерами міжнародних і всеросійських змагань, переможцями та призерами чемпіонатів та першостей Росії. У 2014 році, за ініціативою Федерації настільного тенісу Росії, керівництвом Республіки Башкортостан прийнято рішення про будівництво в Уфі Центру настільного тенісу Республіки Башкортостан. У 2019 році Республіка Башкортостан передала у користування збірним командам приміщення за адресою: м. Уфа, вул. Леніна,61.

### Хокей
Перші хокейні команди в республіці з'явилися в 1953 році при уфимських заводах БЕТО і «Електроапарат». У 1996 році в Уфі проходив Чемпіонат Європи з хокею з шайбою серед юніорів, в 2007 році матчі молодіжної Суперсерії між збірними Росії та Канади, а також молодіжний чемпіонат світу з хокею із шайбою 2013 року та ін. Із 2000 року функціонує Федерація з хокею з шайбою Республіки Башкортостан.
Хокейні клуби:
- Хокейний клуб «Салават Юлаєв» — базується в місті Уфі, учасник Континентальної хокейної ліги. Володар Кубка Міжнародної федерації хокею 1994 року. Бронзовий призер Кубка Міжнародної федерації хокею 1995 року. П'ятиразовий бронзовий призер чемпіонату Росії (1994/1995, 1995/1996, 1996/1997, 2009/2010, 2015/2016). Дворазовий чемпіон Росії (2007/2008, 2010/2011), володар Кубка Гагаріна (2010/2011), дворазовий володар Кубка Відкриття (2008/2009, 2011/2012), володар Кубка Континенту (2009/2010), срібний призер чемпіонату Росії в сезоні 2013/2014. Триразовий переможець Регулярного Чемпіонату Росії та КХЛ (2007/2008, 2008/2009, 2009/2010). Півфіналіст Хокейної Ліги Чемпіонів 2008/2009. Дворазовий срібний призер Кубка Шпенглера (2007, 2014 року).
- Хокейний клуб «Торос» — базується в місті Нефтекамськ. Виступає у Вищій хокейній лізі. Є фарм-клубом «Салавата Юлаєва». Фіналіст Вищої ліги — 2009/2010. Триразовий володар Кубка Відкриття ВХЛ (2010/2011, 2012/2013, 2013/2014). Дворазовий володар «Кубка LADA» 2011, 2012. Дворазовий бронзовий призер Вищої ліги (2010/2011, 2013/2014). Триразовий володар Кубка Братіни сезону 2011/2012, 2012/2013, 2014/2015, переможець регулярного чемпіонату в сезоні 2013/2014.
- Хокейний клуб «Толпар» — молодіжна команда по хокею з шайбою з міста Уфи, яка виступає в Молодіжній хокейній лізі. Є молодіжною командою клубу «Салавата Юлаєва». Дворазовий бронзовий призер чемпіонату МХЛ (2009/2010, 2010/2011). Переможець Регулярного Чемпіонату МХЛ 2010/2011. Віце-чемпіон Кубка світу 2014 серед молодіжний команд.
- Хокейний клуб «Агідель» — базується в Уфі, учасник Чемпіонату Росії з хокею серед жіночих команд. Чемпіон Росії 2017/2018 року. Дворазовий срібний призер чемпіонату (2015/2016, 2016/2017). Чотириразовий бронзовий призер чемпіонату Росії (2011/2012, 2012/2013, 2013/2014, 2014/2015). Переможець Регулярного Чемпіонату ЖХЛ 2017/2018 року.
- Хокейний клуб «Гірник» — хокейний клуб з м. Учали. Чемпіон РБ 2009, 2010 років. Володар суперкубка РБ 2010 року. Переможець чемпіонату юніорської хокейної ліги сезону 2012/2013 (дивізіон «Урал»). Із сезону 2013/2014 виступав у дивізіоні Б Молодіжної хокейної ліги. Дворазовий володар Кубка Регіонів (2015/2016, 2016/2017). Фіналіст Кубка Регіонів 2014/2015. Триразовий переможець Регулярного Сезону (2014/2015, 2015/2016, 2016/2017). Із сезону 2017/2018 виступає у Вищій хокейній лізі.
- Дитячі та юнацькі хокейні клуби з системи клубу «Юрмати», з міста Салават, виступають в різних дитячих і юнацьких змаганнях з хокею.
- Дитячий та юнацький хокейний клуб «Орлан», м. Стерлітамак, виступають в різних дитячих та юнацьких змаганнях з хокею.

### Куреш
Із давніх часів національна боротьба куреш у башкирів була традиційним змаганням в йийинах і сабантуях, широко описана у башкирському фольклорі («Алдар і Зухра» тощо). У 1932 році куреш був вперше введений в програму Спартакіади Урал—Кузбас. Із 1948 року щорічно проводилися чемпіонати республіки. У Башкортостані діє близько 70 відділень по курешу в спортивних школах, де станом на 2012 рік займалися понад 12 тисяч осіб. Вихованці спортивних шкіл республіки багаторазово ставали чемпіонами РРФСР, Росії та світу, переможцями Кубку світу та інших міжнародних змагань. Із 1966 року функціонує Федерація національної боротьби — куреш Республіки Башкортостан

### Волейбол
Перші секції з волейболу з'явилися в Уфі наприкінці 1920-х початку 1930-х рр. У 2011 році в столиці Башкортостану проходили матчі Світової волейбольної ліги. У республіці працюють понад 60 відділень з волейболу. У 2011 році в спортивних школах Башкортостану волейболом займалися близько 12 тисяч чоловік. Із 2001 року функціонує Федерація волейболу Республіки Башкортостан.
Волейбольні клуби:
- Чоловічий волейбольний клуб «Урал» (колишні назви клубу — «Нафтовик Башкирії», «Нафтовик Башкортостану») — учасник чемпіонату Росії з волейболу (Суперліга). Срібний призер чемпіонату Росії — 2012/13. Фіналіст європейського Кубка виклику — 2012/13. Срібний призер Кубка Росії — 1999. Чвертьфіналіст Кубка Європейської конфедерації волейболу — 2006/07.
- Чоловічий волейбольний клуб «Нафтохімік» (місто Салават) — Кращий результат: Вихід в Суперлігу: 2005 р.
- Жіночий волейбольний клуб «Уфимочка-УГНТУ» (колишні назви «Прометей-УГНТУ») — учасник чемпіонату Росії серед жінок у Суперлізі з сезону 2013/2014. Чемпіон Росії серед команд вищої ліги «А» (2012).
- Чоловічий волейбольний клуб «ВРЗ» — учасник 2-го дивізіону з волейболу знаходиться у Стерлітамаці.

### Мотогонки на льоду
Уфа є неформальною столицею російського трекового мотоспорту. Починаючи з 1966 року, коли ФІМ почала проводити особистий чемпіонат світу, гонщики з Росії здобули в ньому 94 медалі — 34 золотих, 31 срібну та 29 бронзових. Лідером і за кількістю золотих медалей, завойованих на особистому чемпіонаті світу з перегонів на льоду, і за загальною кількістю є Уфа — 10 золотих медалей з 15 завойованих.
В Уфі щорічно проводяться етапи чемпіонату світу з мотоперегонів на льоду. Зокрема, стадіон «Будівельник» починаючи з 1966 року прийняв 15 чемпіонатів світу (рекорд в Росії). У різні історичні періоди змагання проходили на стадіонах «Праця», «Динамо», «Будівельник» і «Гастелло». На місці стадіону «Труд», в даний час, побудований льодовий палац «Уфа-Арена».
Башкирський мотогонщик Кадиров Габдрахман Файзурахманович був шестиразовим чемпіон світу в мотогонках на льоду (1966, 1968, 1969, 1971—1973) і чемпіоном Європи (1964). Успішно виступали спортсмени: Н. Чернов, Б. Самородов, І. Плеханов, Ф. Шайнуров, Г. Куриленко, Ю. Дудорін, М. Старостін, Р. Саїтгарєєв.

### Спідвей

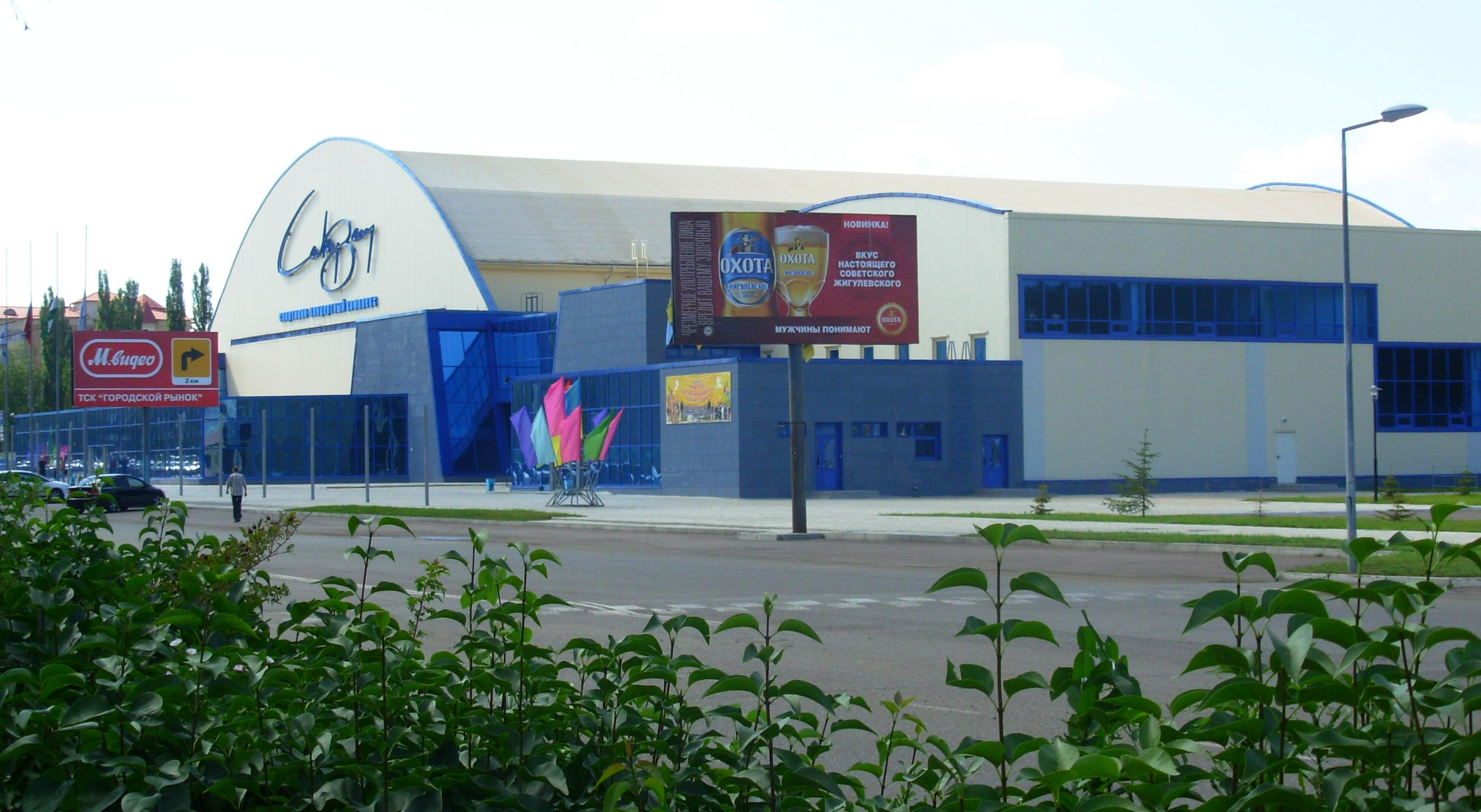
Спортивний комплекс у Салаваті

Перші змагання зі спідвею в республіці відбулися в Уфі в 1959 році. Із цього часу в Уфі, Салаваті, Октябрському та Стерлітамаку відбулися чемпіонати світу, Росії та СРСР зі спідвею. У Башкортостані знаходяться дві школи майстрів спідвею, які входять у число найсильніших у Росії. У командному чемпіонаті Росії зі спідвею-2011 із п'яти команд — дві представляли Башкортостан, це колективи з міст Салавата іОктябрського. Також функціонують треки в Мелеузі, Бєлорєцьку та Учали.

### Футбол
Футбол у Башкортостані почав розвиватися з 2009 року. У 1912 році була організована футбольна команда у Стерлітамаці, з кінця 1920-х — у Белебеї, Бірську та інших містах республіки. У 1913 році Збірна команда Уфи стала переможцем першого Чемпіонату Уралу з футболу, а в 1923 році — бронзовим призером олімпіади Поволжя. Із 1939 року починає проводиться першість республіки з футболу. Із 1997 року функціонує Федерація футболу Республіки Башкортостан, а з 2000 року — Асоціація жіночого футболу Республіки Башкортостан.
Футбольні клуби республіки
- ФК «Уфа» — футбольний клуб, заснований у 2010 році. Стадіон — стадіон «Нафтовик» (на 15 200 місць) відкрито на початку 2015 року; резервний — СДК «Динамо», кількість місць — 4500. Після завершення реконструкції основного стадіону місткість становитиме 16000. У сезоні 2011/2012 зайняли 2-ге місце в зоні «Урал-Поволжя» другого дивізіону. Із 2012 по 2014 роки команда брала участь у Футбольній Національній Лізі. У сезоні 2013/2014 команда зайняла 4 місце в ФНЛ і вийшла в стикові матчі з командою «Том». За підсумками двох матчів «Уфа» (5:1 і 1:3) із загальним рахунком 6:4 вийшла вперше у своїй історії в Прем'єр-лігу. Із сезону 2014/15 виступає в Російській футбольній прем'єр-лізі. Півфіналіст Кубка Росії сезону 2016/2017. Переможець Korantina Homes Cup в 2017 році. Учасник Раунду плей-оф Ліги Європи УЄФА: 2018/2019.
- Гірник (Учали) — футбольний клуб із міста Учали. Власником команди є Учалинський ГЗК. Із 2008 по 2013 роки виступала в Другому дивізіоні ФНЛ. У сезоні 2011/2012 посіли 7 місце. У Кубку Росії 2010/11 клуб дійшов до 1/8 фіналу; в 1/16 фіналу 14 липня був обіграний московський «Локомотив» із рахунком 1:0.
- «Нафтовик» — футбольний клуб міста Ішимбай, що був заснований в 1948 році, є найстарішим учасником Чемпіонату Башкирії та її першим чемпіоном (1948 рік). Брав участь у фіналах Кубка республіки в 1968 і 1976 роках. Кілька разів був призером Чемпіонату Башкирії. Також клуб виступав під іменами «Нафтомаш» і «Вихор».
- ФК «Содовик» — футбольний клуб із Стерлітамака. Заснований у 1961 році. «Содовик» належав компанії ВАТ «Сода». Команда виступала в Чемпіонаті Башкирії, який вона вигравала три рази в 1967, 1971 і в 1991 роках. У 1994 році «Содовик» виступав у Третій лізі, а в 1996 році він зайняв там перше місце і вийшов у Другу лігу. У 2001 і 2002 роках «Содовик» успішно виступав у своїй зоні та мав непогані шанси вийти в Перший дивізіон. У міжсезоння 2006—2007 клуб позбувся фінансування і був на межі втрати статусу професійного клубу. Однак в останній момент все ж таки були виділені гроші з бюджету, і клуб пройшов передсезонну атестацію. У сезоні 2007 року команда посіла передостаннє, 21 місце і вилетіла у другий дивізіон. Розформований клуб був у 2007 році. У липні 2012 року генеральний директор ФК «Уфа» Шаміль Газізов заявив, що ФК «Содовик» стане місцем апробації молодих і орендованих футболістів для ФК «Уфа» (у планах керівництва вихід у Прем'єр-Лігу)[14].

### Біатлон
У республіці біатлон почав розвиватися з 1950-х років XX століття. У 1987 році в Уфі була відкрита Спортивна школа олімпійського резерву з біатлону. Із 2000 року функціонує Федерація біатлоністів Республіки Башкортостан.
Спортивний комплекс «Біатлон» в Уфі є однією з найбільших споруд із біатлону в Росії. Побудований комплекс у 1986 році, а в 2001 році повністю реконструйований. У 2009 році тут пройшов Чемпіонат Європи з біатлону 2009, а в 2006 і 2012 роках — Чемпіонати світу з літнього біатлону, а також проводиться етап Кубка Росії та Чемпіонати Росії з біатлону. У 2007 році спортивний комплекс отримав категорію «А» на проведення міжнародних змагань від Союзу біатлоністів світу. Також великі спортивні споруди з біатлону є в Бєлорєцьку, Ішимбаї та Мєжгор'є.

### Велосипедний спорт
Велосипедний спорт в республіці розвивається з 1920-х років. У 1923 році був включений в програму I Всебашкирської олімпіади, а в 1925 році була відкрита перша секція з велосипедного спорту в Уфі. У 1926 році відбувся перший велопробіг Уфа—Оренбург—Уфа (800 км), в 1935 році — Уфа—Новосибірськ—Уфа (2550 км), в 1936 році Уфа—Стерлітамак—Бєлорєцьк—Міас (600 км). Нині в республіці діє школа олімпійського резерву з велосипедного спорту, центр олімпійської підготовки «Агідель» і 16 відділень в спортивних школах, де станом на 2011 рік займалися понад 2,5 тисячі осіб. Із 1995 року функціонує Федерація з велосипедного спорту Республіки Башкортостан.
Команди:
- «Агідель» (Уфа) — чемпіон РРФСР (1991) і триразовий чемпіон Росії (1992—1994), переможець міжнародної гонки в Гвіані (1991), володар Кубку Росії (1993), срібний призер Кубку світу (1995).

### Баскетбол
Баскетбольний клуб «Уфимець» — учасник Всеросійських змагань із баскетболу серед чоловічих команд Суперліги другого дивізіону.

### Бобслей
У республіці бобслей почав розвиватися з 1980-х років. У 1982 році в Туманчино Мелеузівського району була побудована перша в СРСР санно-бобслейна траса. У 1989 році збірна Башкирської АРСР із бобслею стала чемпіоном Спартакіади народів СРСР.

### Гандбол
У 1960-х роках у республіці було відкрито перші секції з гандболу. У Башкортостані працюють Спортивна школа олімпійського резерву № 13, два відділення ДЮСШ, 6 секцій, в яких у 2012 році займалися понад 1 тисячі осіб. Із 1967 року функціонує Федерація гандболу Республіки Башкортостан.
Гандбольні команди:
- Жіноча гандбольна команда «Уфа-Аліса» учасник чемпіонату з Гандболу (Вища ліга). Чемпіон Росії (2004), дворазовий бронзовий призер Чемпіонату Росії (2003, 2011).
- Чоловіча гандбольна команда «Акбузат» учасник чемпіонату з Гандболу (Вища ліга).
- Чоловіча гандбольна команда «Хімік» (Стерлітамак) — бронзовий призер чемпіонату РРФСР (1989).

### Міні-футбол
- Міні-футбольний клуб «Динамо-Тімаль» виступав у Суперлізі в сезонах 2007—2008 і 2008—2009, після чого був розформований.
- Міні-футбольний клуб БГПУ в 2007—2010 роках виступав у Вищій лізі, другому дивізіоні в структурі російського міні-футболу.

### Фехтування
В Уфі знаходиться один з найбільш розвинених фехтувальних клубів РФ, в якому проводиться безліч всеросійських змагань. У Башкортостані фехтування почало розвиватися з 1950-х років XX століття. До 2010 року в дитячо-юнацьких спортивних школах республіки і в Центрі підготовки вищої спортивної майстерності Башкортостану фехтуванням займалося близько 1200 осіб. Із 1961 року функціонує Федерація фехтування Республіки Башкортостан.

### Теніс
Розвиток тенісу в Башкортостані пов'язаний з відкриттям в Уфимському парку перших кортів у 1910 році. У 1923 році теніс був включений в програму I Всебашкирської олімпіади. У 1977 році в Уфі був побудований Палац тенісу. Із 1968 року функціонує Федерація тенісу Республіки Башкортостан. У Башкортостані працює школа олімпійського резерву з тенісу і секції з тенісу в спортивних клубах міст Уфи, Стерлітамака, Нефтекамську, Туймази, Октябрського та інших. У 2009 році у них займалися близько 2000 чоловік.

### Самбо
У республіці самбо почало розвиватись із 1960-х років. З тих пір у Башкортостані проводилися всеросійські та міжнародні турніри. Були відкриті спортивні секції у містах Уфі, Стерлітамаці, Кумертау, Салаваті та інших. Нині працюють відділення з самбо в двох школах олімпійського резерву і понад 25 ДЮСШ та спортивних клубах республіки, де станом на 2008 рік займалися близько 6,5 тисяч людей. Із 2002 року функціонує Федерація самбо Республіки Башкортостан.

### Дзюдо
У республіці дзюдо почало розвиватись наприкінці 1960-х у містах Салаваті, Стерлітамаці, Кумертау, Уфі, та згодом в Давлеканово, Мелеузі, Октябрському, Туймази та інших. У 1973 році в Салаваті відбувся чемпіонат РРФСР із дзюдо. Із тих пір в республіці проводилися Чемпіонат Європи, Кубок Росії, Міжнародні турніри на приз Президента Башкортостану та інші. У республіці працюють близько 40 відділень по дзюдо в спортивних школах і клубах, де станом на 2011 рік займалися понад 3 тисяч осіб. Із 1997 року функціонує Федерація дзюдо Республіки Башкортостан.

### Тхеквондо
Перші в республіці секції з тхеквондо були відкриті в Уфі в 1990 році. Із тих пір у Башкортостані проходили різні всеросійські та міжнародні змагання з цього виду спорту. Секції з тхеквондо працюють в Уфі, Нефтекамську, Сібаї, Мєжгор'ї, в яких станом на 2009 рік займалися понад 500 осіб. Із 1990 року діє Спілка з тхеквондо Республіки Башкортостан.

### Тхеквондо (GTF)
Спортивна Федерація Тхеквондо (GTF) Республіки Башкортостан заснована 8 липня 1992 року. Керівником та засновником є Заслужений працівник фізичної культури Республіки Башкортостан Фагіт Явдатович Латіпов. Підготовлено більше 3065 чемпіонів та переможців всеросійських змагань, 510 чемпіонів та переможців міжнародних турнірів. Підготовлено близько 100 КМС Росії, 5 МС Росії та 2 МСМК. На сьогоднішній день Федерація Тхеквондо (ГТФ) РБ пропагує та розвиває спортивну групу дисциплін «тхеквондо (GTF)» виду спорту «тхеквондо» на території Республіки Башкортостан.

### Ушу
Перші в республіці секції з ушу з'явилися в 1991 році при Уфимському державному нафтовому технічному університеті. Із 1993 року щорічно проводяться Чемпіонати Республіки Башкортостан і Фестивалі східних єдиноборств. У республіці діють близько 20 спортивних секцій у містах Баймак, Бєлорєцьк, Октябрський, Сібай, Учали, Уфа і в с. Алькіно, де станом на 2009 рік займалися понад 2 тисяч осіб. Вихованці спортивних шкіл республіки багаторазово ставали чемпіонами світу та Європи, переможцями Кубків світу. Із 1994 року функціонує Федерація ушу Республіки Башкортостан.

### Плавання
У 1923 році плавання було включено в програму I Всебашкирської олімпіади. У 1967 році в Уфі та Октябрському почали діяти перші закриті басейни. У республіці працюють школа олімпійського резерву з плавання № 18, ДЮСШ № 30 (Уфа), ДЮСШ «Алмаз» (Салават) і 15 відділень по спортивним школам республіки, де станом на 2012 рік займалися близько 6 тисяч осіб. Із 1992 року діє Федерація з плавання Республіки Башкортостан.

### Пожежно-прикладний спорт
Спортсмени з Башкортостану одні з найсильніших у Росії з пожежно-прикладного спорту. Чемпіонат світу з пожежно-прикладного спорту 2009 року проводився в Уфі.

### Паралімпійські види спорту
Республіка Башкортостан є одним із центрів паралімпійського спорту в Росії. У Мішкинському районі в 2016 році був відкритий Центр паралімпійського спорту «Тріумф». Також ведеться будівництво Параолімпійського центру в Уфі.

## Спортивні споруди

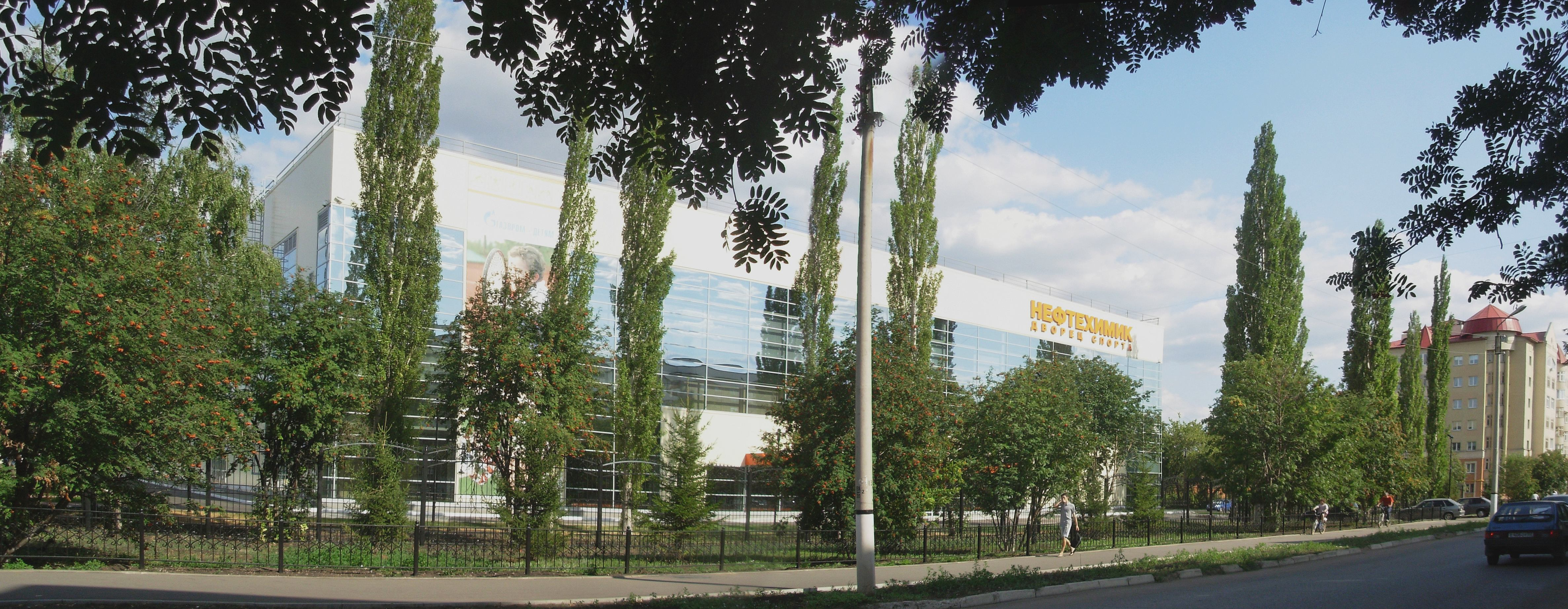
Палац спорту в Салаваті, 2012

Стадіони та інші спортивні споруди розташовані в усіх містах республіки. Станом на 2008 рік у Башкортостані налічувалося понад 10,3 тисяч спортивних споруд, у тому числі 132 басейни, 5 палаців спорту, 42 стадіони, 3285 спортивних залів, 170 лижних баз, 627 стрілецьких тирів та інші.

## ЗМІ
У республіці з 2002 року видається газети «Спорт-Эксперт» та з 2003 року — «Спортивная жизнь Башкортостана». Також випускаються журнали «URALSPORT» (з 2007 року) і «Салават Юлаев» (з 2008 року).

## Видатні спортсмени
Видатними спортсменами РБ, майстрами спорту міжнародного класу Росії є:
- Помикалов Анатолій Сергійович
- Маннанов Ірек Нагімович
- Пегов Валентин Олексійович
- Дудорін Юрій Дмитрович
- Зінковський Євген Валерійович
- Дурнєв Віктор Васильович
- Дюпіна Любов Іванівна
- Дворнік Олександр Олександрович
- Кабіров Марат Мідхатович
- Макурін Олексій Васильович
- Носкова Світлана Олександрівна
- Москвін Кирило Леонідович
- Мінігулова Нурсіля Харісовна
- Муслімов Павло Ілліч
- Матвєєва Людмила Михайлівна
- Мавлютова Регіна Салаватовна
- Макурін Олексій Васильович
- Сабанов Юрій Вікторович
- Лук'янов, Валеріян Михайлович
- Галєєв Донат.